# Panneau signalant un endroit fréquenté par les enfants en France
Pour les articles homonymes, voir A13a.
Le panneau de signalisation A13a indique la proximité d’un endroit fréquenté par les enfants situé à une distance d’environ 150 mètres en rase campagne et 50 mètres en agglomération.

## Usage

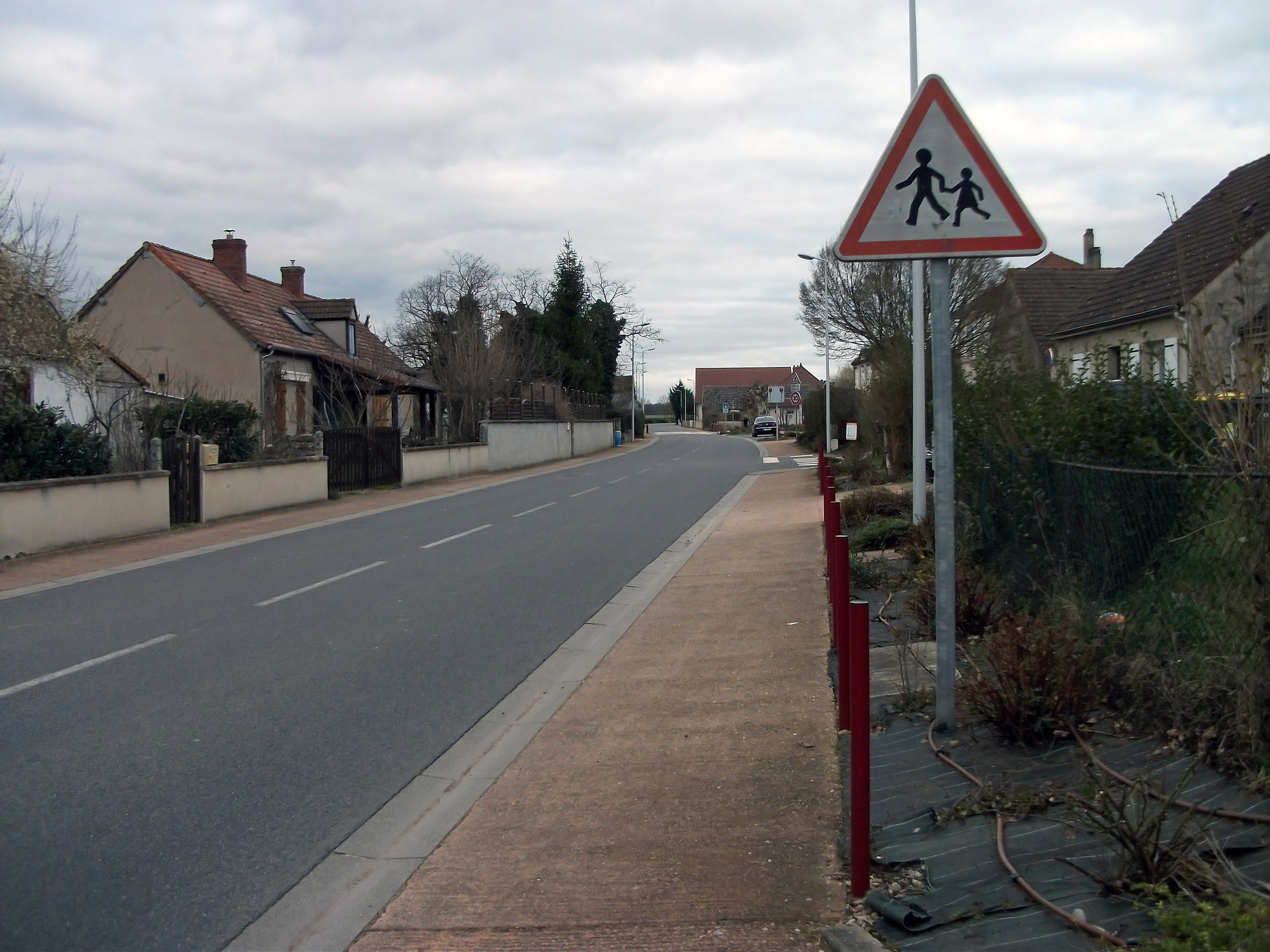
Panneau A13a à proximité d'une école.

La signalisation avancée d'endroits fréquentés par les enfants tels qu'écoles, colonies de vacances, terrains de jeux, se fait à l'aide de panneaux A13a. Il n'est pas prévu de signalisation de position.

## Histoire
Sur le plan international le panneau de signalisation d'un endroit fréquenté par les enfants est normé dans le protocole de Genève signé en 1949. Il a sensiblement la forme définitive qui sera reprise en 1968. Il est codifié 1.18.
En France, le panneau signalisant un endroit fréquenté par les enfants est déjà présent dans la circulaire de 1946, mais sous la forme d'un triangle crème sur un carré à fond bleu, correspondant au panneau de prudence de l'époque, avec le texte « École ». Il était alors codifié C3. Avec la circulaire du 19 janvier 1952, il adopte le pictogramme du protocole international de Genève, mais sur un fond crème et avec un listel rouge très étroit. Il est codifié A12 puis A13 dans l’instruction générale sur la signalisation routière de 1955 et enfin A13a en 1963.
La forme définitive du panneau est arrêtée sur le plan international par la convention sur la signalisation routière conclue à Vienne le 8 novembre 1968, sous le code A12.
La France ratifie la convention le 9 décembre 1971 et transpose les dispositions de la convention de Vienne dans sa réglementation avec l’arrêté du 6 juin 1977 qui adopte le fond blanc, le large listel rouge.

### Galerie de l’évolution des normes

C3: Circulaire du 19 janvier 1952 (France) - Modèle périmé
A13a: Arrêté du 22 octobre 1963 (France) - Modèle périmé
A13a - Arrêté des 6 et 7 juin 1977 (France) - Modèle en vigueur.

### Galerie de portraits
Cette rubrique a pour vocation à recueillir des photos de terrain de panneaux  A13a encore en place ou bien stockés par des collectionneurs. Avant 1952, les graphismes dépendaient du fabricant, il peut être intéressant de découvrir des variantes. Pour cela il convient également de relever l’année de fabrication et le nom du fabricant, ces deux informations sont au dos du panneau. Cette rubrique peut aussi remplir le rôle de bêtisier.

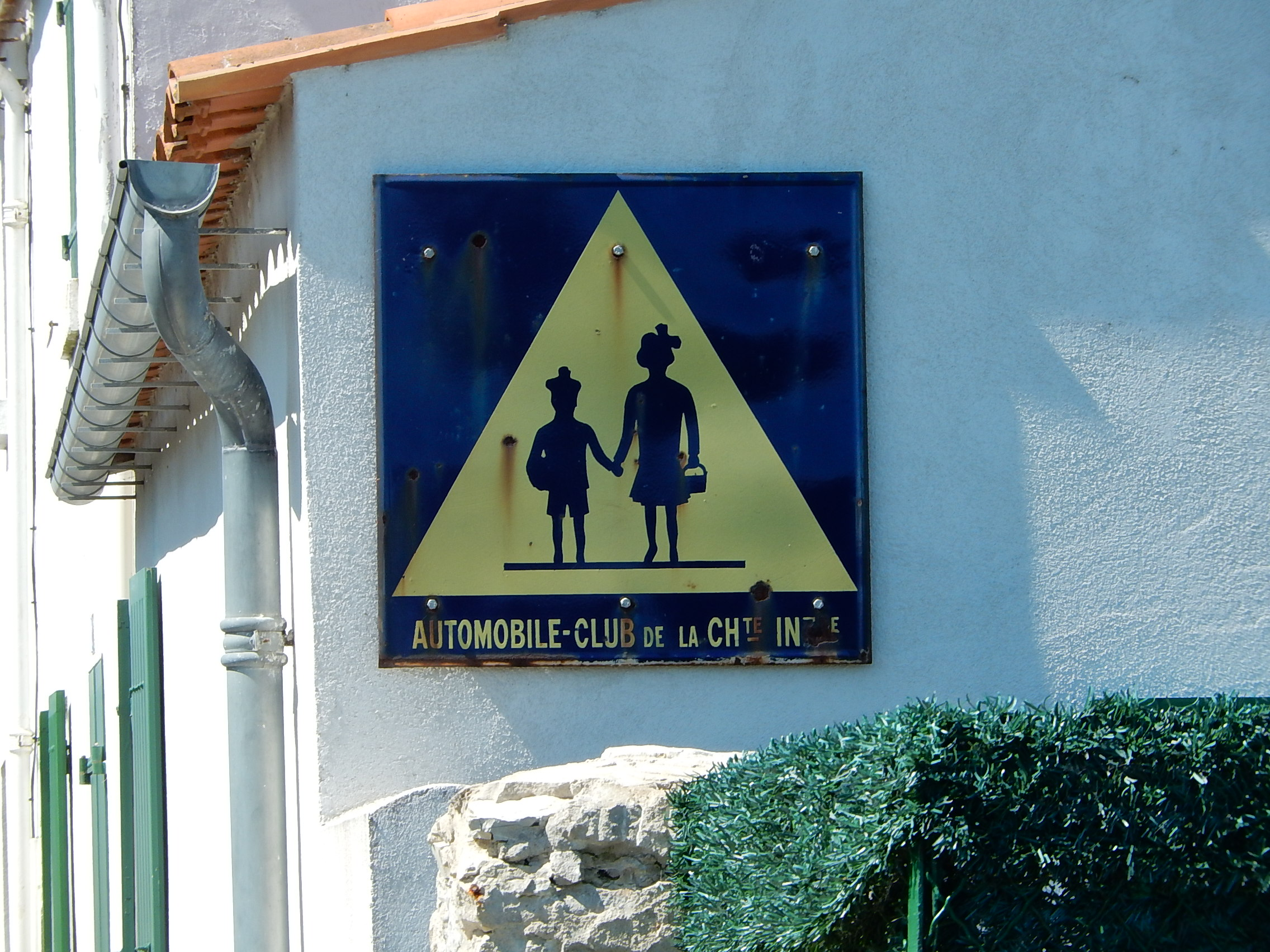
Un ancêtre du panneau A13a, avec un triangle crème sur un fond carré bleu, implanté à Saint-Denis-d'Oléron. Il est signé de l'Automobile-Club de Charente-Inférieure et date certainement de la première moitié du vingtième siècle.
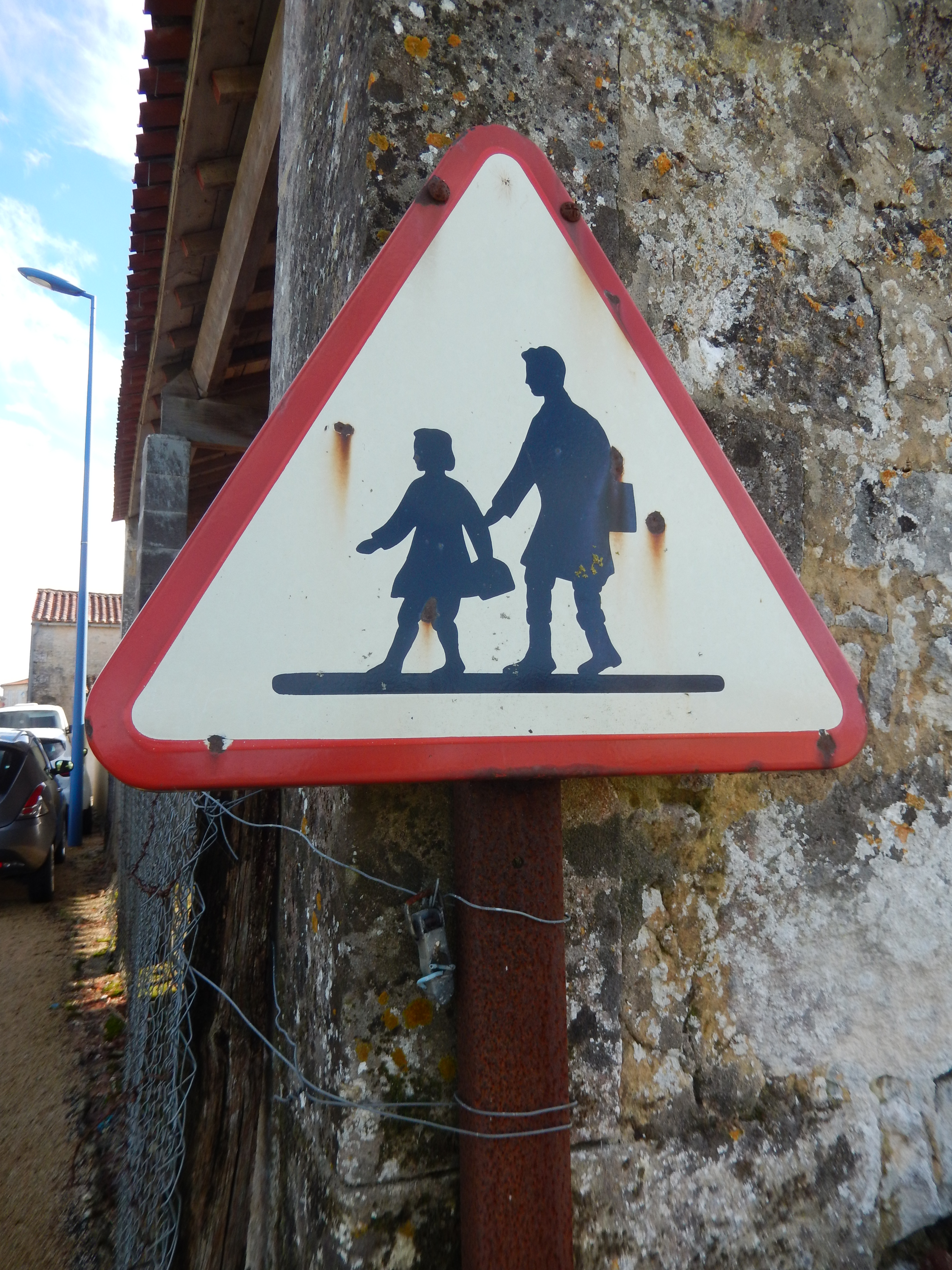
Un exemplaire de panneau A13a fabriqué avant 1977, implanté à Champagne (Charente-Maritime). Remarquez le dessin des silhouettes d'enfants, plus riche en détails que le dessin actuel.

## Habilitation à la mise en place de panneaux de danger
Les panneaux de signalisation de danger sont placés par les services de voirie de l'administration compétente, sans l'intervention d'un arrêté de réglementation.

## Dimensions
Comme pour tous les panneaux de signalisation de danger, il existe cinq gammes de dimensions de panneaux A13a.
| Gamme       | Largeur du côté du triangle |
| ----------- | --------------------------- |
| Très grande | 1 500 mm                    |
| Grande      | 1 250 mm                    |
| Normale     | 1 000 mm                    |
| Petite      | 700 mm                      |
| Miniature   | 500 mm                      |

Dimensions d'un panneau de danger de gamme normale.

Dans le cas le plus général, c’est la gamme normale qui est utilisée.
Les panneaux de la grande gamme sont normalement employés sur les routes à plus de deux voies et sur certaines routes nationales à deux voies désignées à cet effet par décision du ministre de l'Équipement.
Les panneaux de la petite gamme sont utilisés quand il y a des difficultés pour l'implantation de panneaux de la gamme normale (rangée d'arbres près de la chaussée, route de montagne, accotements réduits, en tunnels, trottoirs étroits, etc.).
Dans le cas du panneau A13a, la gamme miniature n’est en général pas utilisée.

## Implantation

### Distance du danger
Les panneaux de danger A13 sont en général implantés en agglomération, entre 0 et 50 m, aussi proche que possible de 50 m.
Ils ne sont complétés par un panonceau de distance M1 que si la distance d'implantation est différente de celle définie ci-dessus.

### Côté de la chaussée
Les signaux de danger sont normalement implantés du côté droit de la chaussée dans le sens de la circulation.
Ils peuvent être répétés de l'autre côté de la chaussée lorsque les conditions sont telles qu'ils risquent de ne pas être aperçus à temps par les conducteurs auxquels ils s'adressent, comme pour les routes à plus de deux voies. Ils peuvent aussi être répétés au-dessus de la chaussée. Ils doivent alors être soit éclairés soit rétroréfléchissants.

### Distance latérale

Implantation d'un panneau de danger sur accotement en agglomération.

Sauf contrainte de site, la distance entre l'aplomb de l'extrémité du panneau situé du côté de la chaussée et la rive voisine de cette extrémité ne doit pas être inférieure à 0,70 m.
En agglomération les panneaux sont implantés de façon que le support gêne le moins possible la circulation des piétons.
Le support d'un signal peut aussi être implanté sur une propriété riveraine ou ancré à une façade après accord du propriétaire ou par application si cela est possible du décret-loi du 30 octobre 1935 et du décret 57180 du 16 février 1957.

### Hauteur au-dessus du sol

#### En rase campagne
La hauteur règlementaire est fixée en principe à 1 m (si plusieurs panneaux sont placés sur le même support, cette hauteur est celle du panneau inférieur), hauteur assurant généralement la meilleure visibilité des panneaux frappés par les feux des véhicules.
Elle peut être modifiée compte tenu des circonstances locales :
- soit pour assurer une meilleure visibilité des panneaux,
- soit pour éviter qu'ils masquent la circulation.

#### En agglomération
Dans les agglomérations bénéficiant d'un éclairage public, les panneaux peuvent être placés à une hauteur allant jusqu'à 2,30 m pour tenir compte notamment des véhicules qui peuvent les masquer, ainsi que de la nécessité de ne gêner qu'au minimum la circulation des piétons.

#### Au-dessus de la chaussée
Lorsque les panneaux sont sur portique, potence ou haut-mât au-dessus de la chaussée, ils sont fixés à une hauteur minimale correspondant au gabarit de la route auquel s'ajoute une revanche de 0,1 m pour l'entretien de la chaussée et une revanche de 0,50 m pour la protection de la signalisation.

#### Position de la face
Le plan de face avant d'un panneau implanté sur accotement ou trottoir doit être légèrement incliné de 3 à 5° vers l'extérieur de la route afin d'éviter le phénomène de réflexion spéculaire qui peut, de nuit, rendre le panneau illisible pendant quelques secondes.

## Envers du panneau
L’envers du panneau ne doit pas appeler l’attention. Les couleurs de l’envers, du bord tombé et du contre listel de fabrication doivent être neutres et ne pas reprendre celles utilisées en signalisation routière.
L'envers ne peut comporter qu'un marquage de certification règlementaire (voir ci-après), à l’exclusion de tout autre inscription ou toute publicité.
Sur l’envers du panneau figurent les systèmes de fixation sur le support. Ce sont en général des rails collés : deux rails pour les panneaux 500, 700, 1 000 et 1 250 mm (avec deux brides de fixation), trois rails pour le panneau 1 500 mm (avec trois brides de fixation).

## Visibilité de nuit
Les panneaux et panonceaux de signalisation doivent être visibles et garder le même aspect de nuit comme de jour. Les signaux de danger sont tous rétroréfléchissants ou éventuellement dans certaines conditions définies ci-dessous, éclairés.
Les revêtements rétroréfléchissants doivent avoir fait l'objet, soit d'une homologation, soit d'une autorisation d'emploi à titre expérimental. La rétroréflectorisation porte sur toute la surface des panneaux et panonceaux à l'exception des parties noires ou grises.

### La classe 2
La classe 2 est obligatoire pour tous les panneaux et panonceaux :
- implantés à plus de deux mètres de hauteur,
- implantés sur autoroutes et sur routes à grande circulation, quelle que soit leur hauteur.
- En agglomération, implantés dans les sections où la vitesse est relevée à 70 km/h.

Cette technologie a un coefficient de rétroréflexion trois fois supérieur à la classe 1, ce qui permet une détection beaucoup plus efficace et augmente la distance de lisibilité de 15 à 20 % à l'état neuf. La comparaison au bout de cinq ou dix ans montre un avantage encore plus important pour la classe 2.

### La classe 1
La classe 1 est obligatoire pour tous les panneaux implantés dans des zones où la classe 2 ne l’est pas.

## Homologation et certification

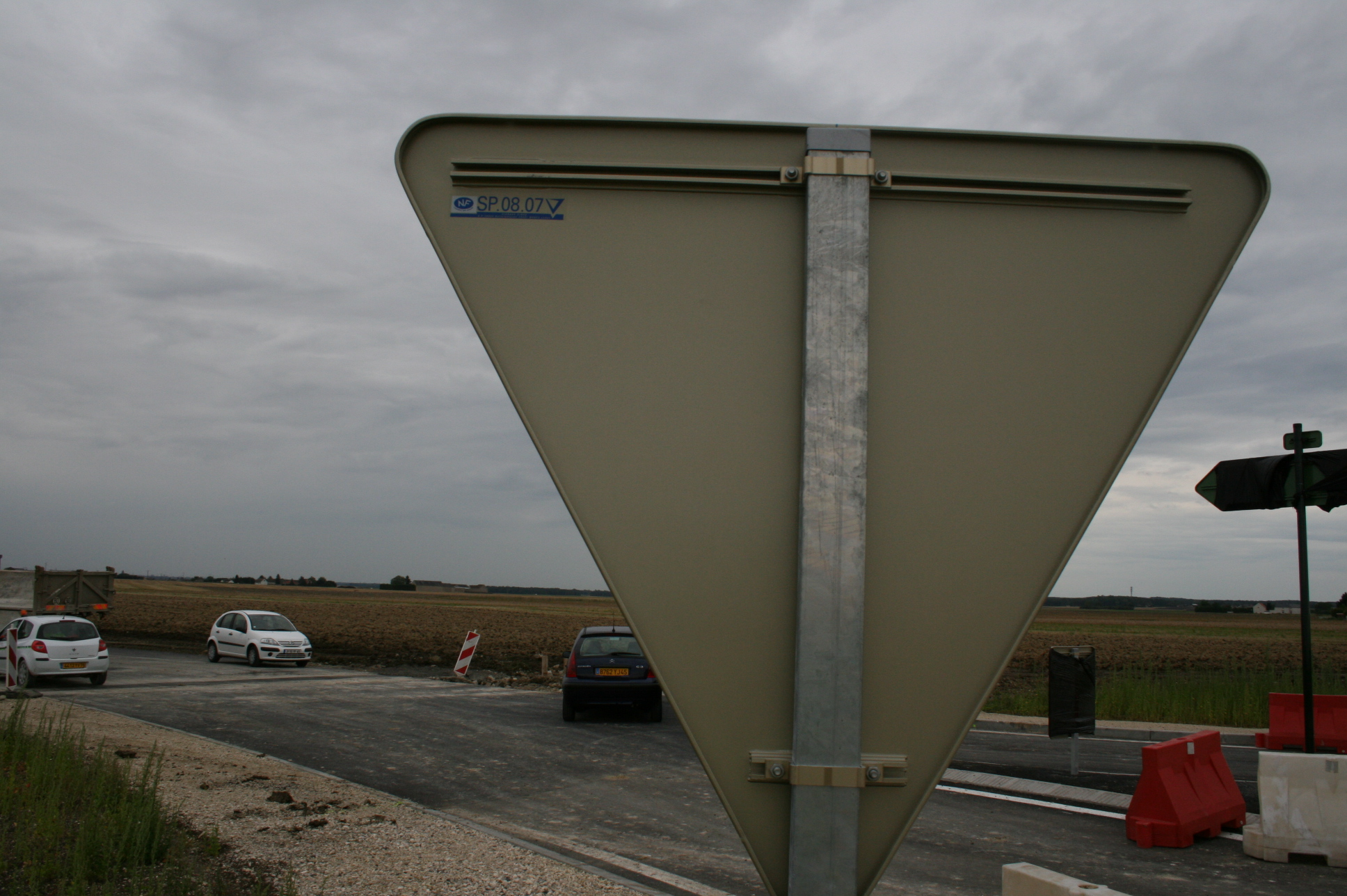
Marquage de la norme NF et de son numéro d'admission au dos d'un panneau français.

Depuis 1978, l’homologation ministérielle des équipements de la route est obligatoire sur l’ensemble des voies routières françaises. La certification NF remplace progressivement l’homologation. Ainsi, depuis 1995, la certification vaut homologation pour les équipements de signalisation routière.
Pour l’ensemble des panneaux de signalisation permanente et donc en particulier pour les panneaux de signalisation de danger, la certification NF - Equipements de la Route est obligatoire. Le marquage CE (norme européenne) est prévu pour le courant de l’année 2007.
Au dos du panneau doivent donc figurer obligatoirement les marques de certification à savoir :
- le numéro d’admission du produit : catégorie du produit (SP dans le cas présent, pour signalisation de police), et numéro d’ordre ;
- l’identification du site de fabrication du produit (en clair) ;
- l’identification du titulaire (facultatif) ;
- l’année de fabrication (deux derniers chiffres).

#### Arrêté du 24 novembre 1967 et Instruction Interministérielle sur la Signalisation Routière (versions actualisées)
- Arrêté du 24 novembre 1967 relatif à la signalisation des routes et autoroutes : Arrêté, juin 2022, 69 p. (lire en ligne) - Annexe - liste des signaux routiers, juin 2022, 81 p. (lire en ligne)
- 1re partie : Généralités, juin 2022, 62 p. (lire en ligne)
- 2e partie : Signalisation de danger, juin 2022, 26 p. (lire en ligne)

#### Histoire de la signalisation
- Marina Duhamel-Herz, Un demi-siècle de signalisation routière : naissance et évolution du panneau de signalisation routière en France, 1894-1946, Paris, Presses de l’École nationale des Ponts et Chaussées, décembre 1994, 151 p. (ISBN 2-85978-220-6)
- Marina Duhamel-Herz et Jacques Nouvier, La signalisation routière en France : de 1946 à nos jours, Paris, AMC Éditions, novembre 1998, 302 p. (ISBN 2-913220-01-0)